# UFC 316
UFC 316: Dvalishvili vs. O'Malley 2 è stato un evento di arti marziali miste tenuto dalla Ultimate Fighting Championship il 7 giugno 2025 al Prudential Center di Newark, negli Stati Uniti.

## Risultati
|                                        | Divisione             |                       |                 |                        | Metodo                                  | Round           | Tempo           | Premio          |
| Card Principale                        | Card Principale       | Card Principale       | Card Principale | Card Principale        | Card Principale                         | Card Principale | Card Principale | Card Principale |
| -------------------------------------- | --------------------- | --------------------- | --------------- | ---------------------- | --------------------------------------- | --------------- | --------------- | --------------- |
| Sfida valida per il titolo di campione | Pesi gallo            | Merab Dvalishvili (c) | batte           | Sean O'Malley          | Sottomissione (north-south choke)       | 3               | 4:42            | POTN            |
| Sfida valida per il titolo di campione | Pesi gallo femminili  | Kayla Harrison        | batte           | Julianna Peña (c)      | Sottomissione (kimura)                  | 2               | 4:45            | POTN            |
|                                        | Pesi medi             | Joe Pyfer             | batte           | Kelvin Gastelum        | Decisione unanime (29–28, 29–27, 30–27) | 3               | 5:00            |                 |
|                                        | Pesi gallo            | Mario Bautista        | batte           | Patchy Mix             | Decisione unanime (29–28, 30–27, 30–27) | 3               | 5:00            |                 |
|                                        | Pesi welter           | Kevin Holland         | batte           | Vicente Luque          | Sottomissione (brabo choke)             | 2               | 1:03            | POTN            |
| Card Preliminare                       |                       |                       |                 |                        |                                         |                 |                 |                 |
|                                        | Pesi mosca            | Joshua Van            | batte           | Bruno Gustavo da Silva | KO tecnico (pugni)                      | 3               | 4:01            |                 |
|                                        | Pesi mediomassimi     | Azamat Murzakanov     | batte           | Brendson Ribeiro       | KO tecnico (sottomissione ai pugni)     | 1               | 3:25            |                 |
|                                        | Pesi massimi          | Waldo Cortes-Acosta   | batte           | Serghei Spivac         | Decisione unanime (30–27, 29–28, 29–28) | 3               | 5:00            |                 |
|                                        | Pesi welter           | Andreas Gustafsson    | batte           | Khaos Williams         | Decisione unanime (30–27, 30–26, 30–26) | 3               | 5:00            |                 |
|                                        | Catchweight (132 lbs) | Wang Cong             | batte           | Ariane da Silva        | Decisione unanime (30–27, 30–27, 30–27) | 3               | 5:00            |                 |
|                                        | Pesi piuma            | Yoo Joo-sang          | batte           | Jeka Saragih           | KO (pugno)                              | 1               | 0:28            | POTN            |
|                                        | Pesi leggeri          | Quillan Salkilld      | batte           | Yanal Ashmouz          | Decisione unanime (30–27, 29–28, 29–28) | 3               | 5:00            |                 |
|                                        | Pesi leggeri          | MarQuel Mederos       | batte           | Mark Choinski          | Decisione unanime (30–27, 30–27, 29–28) | 3               | 5:00            |                 |

## Premi
I lottatori premiati ricevettero un bonus di 50.000 dollari.
Legenda:
- FOTN: Fight of the Night (vengono premiati entrambi gli atleti per il miglior incontro dell'evento)
- POTN: Performance of the Night (viene premiato il vincitore per la migliore performance dell'evento)